# Chikbendigeri, Shiggaon
Chikbendigeri là một làng thuộc tehsil Shiggaon, huyện Haveri, bang Karnataka, Ấn Độ.